# Polycrates
Polycrates van Samos (Oudgrieks: Πολυκράτης) was tiran van het eiland Samos in de 6e eeuw v.Chr. Hij kwam aan de macht ± 540 v.Chr., eerst samen met zijn twee broers, maar omdat hij Pantagnotes vermoordde en Syloson verdreven werd, werd hij al gauw alleenheerser.

## Succes
Polycrates Aiakes maakte van Samos een sterke zeemacht (thalassocratie), gebaseerd op een georganiseerd systeem van zeeroverij. Nadat Milete in Perzische handen was gevallen, slaagde hij erin Samos de positie van Milete te laten innemen. Aan zijn hof bloeiden de kunsten en wetenschappen; met allerlei infrastructuurwerken (onder andere waterleiding, havenwerken) verfraaide hij zijn hoofdstad. Demokedes uit Kroton was zijn privé-arts.

## De Ring van Polycrates
Polycrates was bevriend met Amasis, farao van Egypte. Hij was bezorgd om Polycrates' geluk. 'Hij bezat honderd vijftigriemers en duizend boogschutters, en plunderde iedereen zonder enig onderscheid (..) Talrijke eilanden had hij veroverd, en ook veel steden op het vasteland. Onder meer had hij de Lesbiërs (..) in een zeeslag verslagen en in handen gekregen. Geketend groeven zij de hele gracht rond de muur op Samos.' Amasis dacht dat de goden jaloers op Polycrates zouden worden. Om hem te waarschuwen schreef hij een brief. Hij zei hierin: 'Ik heb nog nooit gedacht of gehoord dat iemand die het in alles meezat, niet doodongelukkig eindigde.' Hij adviseerde Polycrates zijn kostbaarste bezit weg te gooien, waar niemand het ooit meer zou kunnen terugvinden.
Polycrates volgde dit advies op. De volgende dag maakte hij een boottocht waarin hij zijn befaamde 'Ring van Polycrates' in zee gooide. Toen de dag daarna zijn visser bij hem kwam, en hem de grootste buit van de dag liet zien, maakte de kok hem klaar. Tijdens het klaarmaken van de vis, vond de kok er een glinsterend iets in. Het was de ring. Toen Amasis dit hoorde, besefte hij dat de ene mens de andere mens niet voor zijn lot kan behoeden, en kreeg gelijk.

## Einde
Zijn aartsvijand, de satraap van Ionië, Oroites, vertelde hem dat hij in levensgevaar was. Als hij hem wilde helpen, zou hij hem acht kisten goud geven. Dit vertrouwde hij niet. Hij zond een afgezant naar Oroites. Toen deze terugkeerde met het verhaal over de kisten goud, was Polycrates, die erg hebberig was, overtuigd. Tegen aanraden van zijn dochter, die in haar droom een visioen had gezien van de oppergod Zeus, vertrok hij naar Ionië. Hier lokte Oroites hem in de val en liet hem kruisigen.

## Herodotus
Herodotus heeft over het leven en dood van Polycrates geschreven in zijn Historiën. Hij schreef over de dood van Polycrates: 'Zijn einde is met geen pen te beschrijven. Hij werd door Oroites aan het kruis genageld.'

## Syloson
Na Polycrates kwam, volgens Herodotus, de heerschappij over Samos in handen van Maiandrios, maar Syloson, Polycrates' verdreven jongere broer, wist met hulp van Darius I' generaal Otanes, de macht (over een ontvolkt Samos) terug te veroveren. Darius had destijds van Syloson in Memphis zijn rode mantel gekregen, toen Darius hem gevraagd had of hij deze van hem kon kopen. Toen Darius aan de macht was gekomen, was Syloson naar Susa gereisd om de koning nu om een gunst te vragen: de heerschappij over Samos.

## Nalatenschap
Het verhaal van de ring is een bekend verhaal, dat vaak in strips en boeken wordt teruggevonden.
- Gemeinsame Normdatei: 132258900
- International Standard Name Identifier: 0000 0000 1990 5820
- Library of Congress Control Number: n2013041734
- Nationale Bibliotheek van Israël: 987007461464705171
- Nationale Bibliotheek van Polen: a0000003721176
- Nederlandse Thesaurus van Auteursnamen: 074686860
- Réseau des bibliothèques de Suisse occidentale: 02-A024982433
- Système universitaire de documentation: 083577769
- Union List of Artist Names: 500355363
- Virtual International Authority File: 72547982
- WorldCat: E39PBJfWYGMK37bGctRqfQvCQq